# Tisissat-Wasserfälle
Die in Äthiopien gelegenen Tisissat-Wasserfälle des Blauen Nils (auch Tis-Issat-Fälle genannt, amharisch ጥስ እሳት) sind die zweitgrößten Wasserfälle Afrikas.

## Geographie
Etwa 30 Kilometer südlich von Bahir Dar am Tanasee in Äthiopien liegt das Dorf Tis Issat (amharisch ‚Wasser, das raucht‘) am Fluss Abbai, welcher den Oberlauf des Blauen Nils bildet. Hier stürzt der wasserreichere der beiden großen Quellflüsse des Nils 42 Meter in die Tiefe. Mit einer Breite von über 400 Metern während der Regenzeit ist er der zweitgrößte Wasserfall Afrikas. Er besteht aus vier Hauptströmen. Die Tisissat-Fälle gelten als eine der größten Touristenattraktionen Äthiopiens.
Seit der Inbetriebnahme des zweiten Tis-Abay-Kraftwerks 2001 und des Tana-Beles-Kraftwerks 2010 erhält er in der Trockenzeit nur noch 10 % der früheren Wassermenge und selbst in der Regenzeit ein deutlich reduziertes Volumen.

## Steinbrücke
Ca. 1100 m flussabwärts liegt die älteste Steinbrücke Äthiopiens aus dem Jahr 1626, eine der sogenannten „Portugiesischen Brücken“. Sie überquert mit ihrem Hauptbogen den während der Trockenzeit dort in einer tiefen Felsspalte verlaufenden Abbai. In der Regenzeit stieg der Fluss so weit an, dass das Wasser auch durch die anderen fünf Bögen lief.

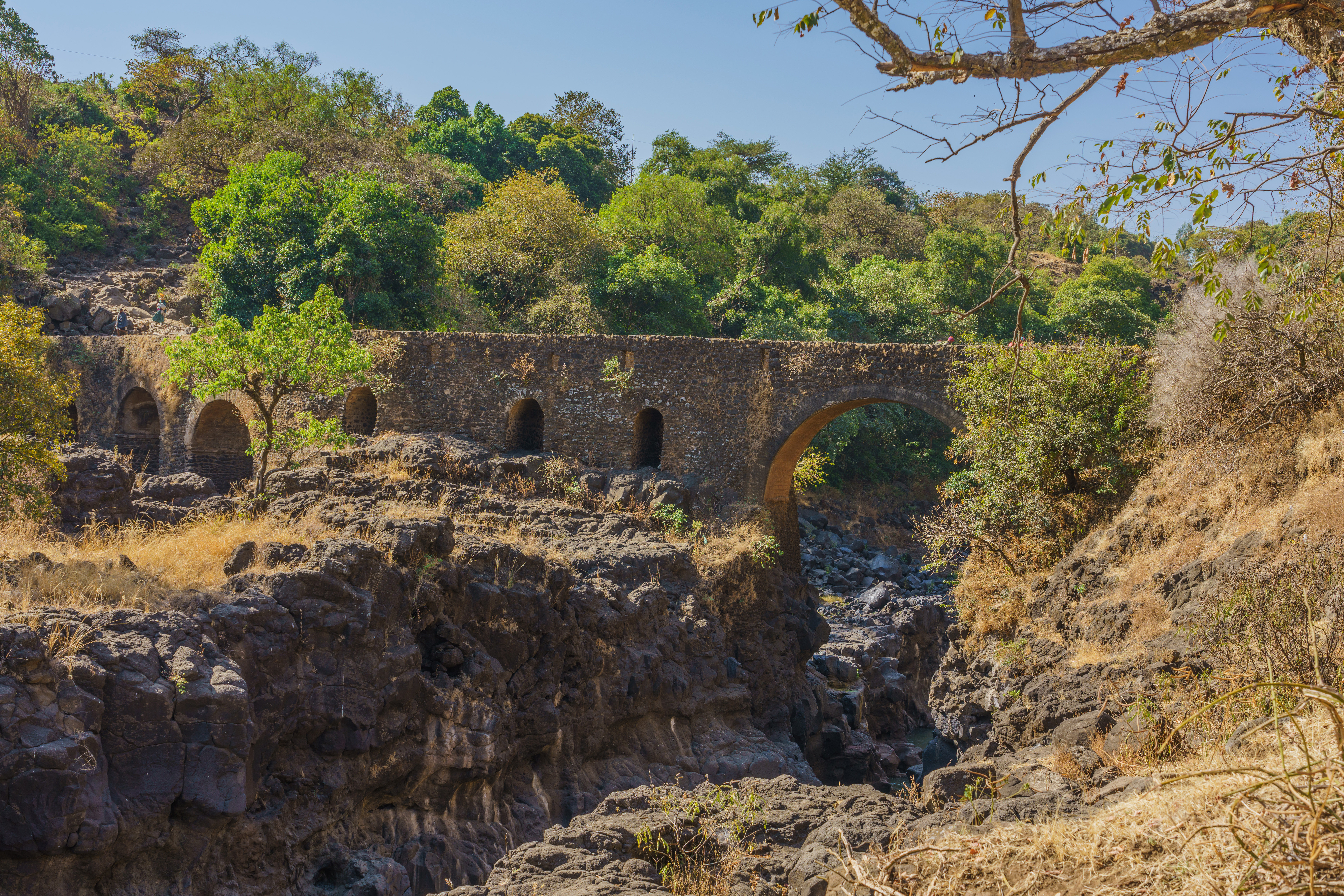
Die älteste Steinbrücke …
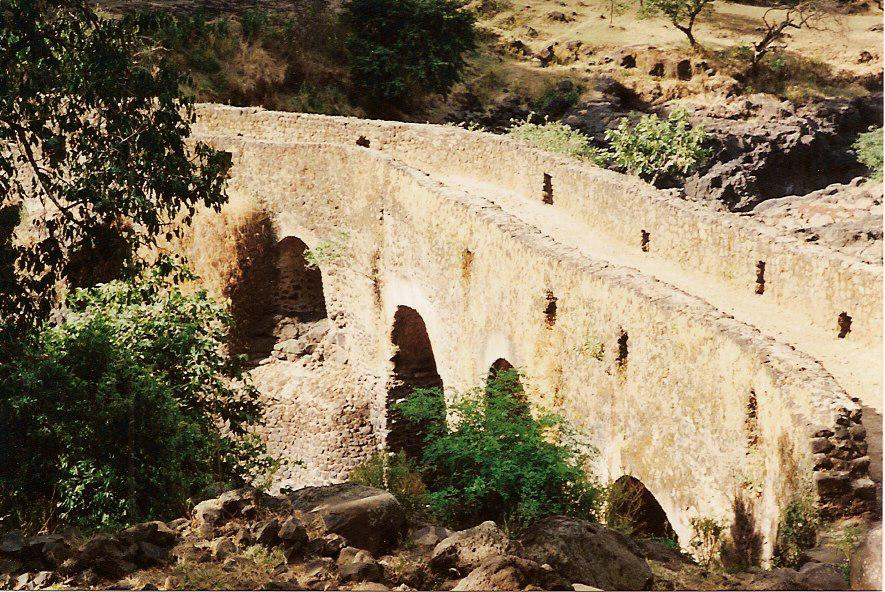
… in Nahaufnahme
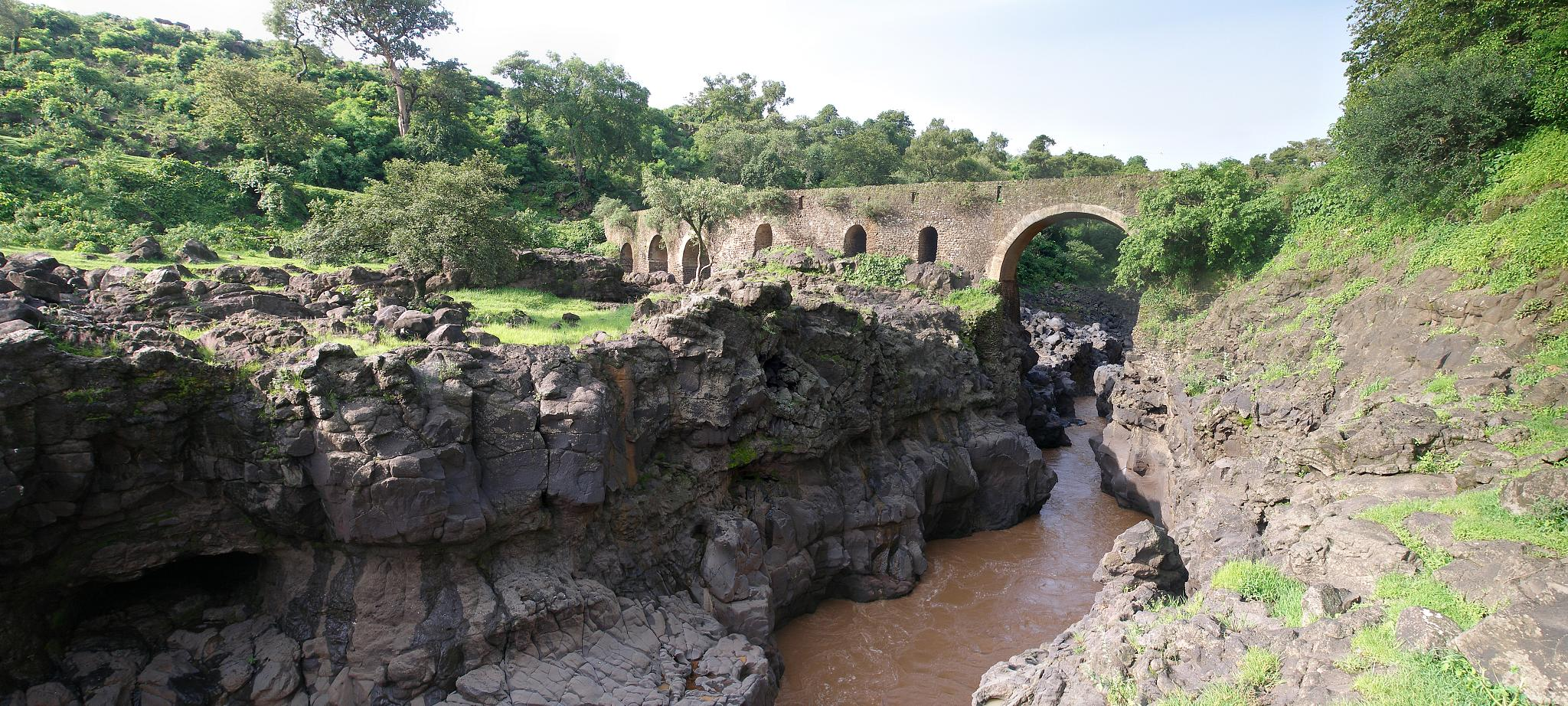
… über einem Flussarm